# Доџ Сити (Алабама)
Дoџ Сити (енгл. Dodge City) град је у америчкој савезној држави Алабама. По попису становништва из 2010. у њему је живело 593 становника.

## Демографија
Према попису становништва из 2010. у граду је живело 593 становника, што је 19 (3,1%) становника мање него 2000. године.
| Група             | 2000.       | 2010.       |
| Белци             | 607 (99,2%) | 565 (95,3%) |
| Афроамериканци    | 0 (0,0%)    | 4 (0,7%)    |
| Азијати           | 0 (0,0%)    | 0 (0,0%)    |
| Хиспаноамериканци | 2 (0,3%)    | 15 (2,5%)   |
| Укупно            | 612         | 593         |